# Leipziger Singakademie
Die Leipziger Singakademie war ein von 1802 bis 1967 bestehender gemischter Chor auf Vereinsbasis. Er war der erste gemischte Laienchor der Stadt und gehörte zu den ersten solchen in Deutschland. Er arbeitete mehrfach mit dem Gewandhaus zusammen und war Vorbild für die Gründung weiterer Chorvereinigungen.

## Geschichte

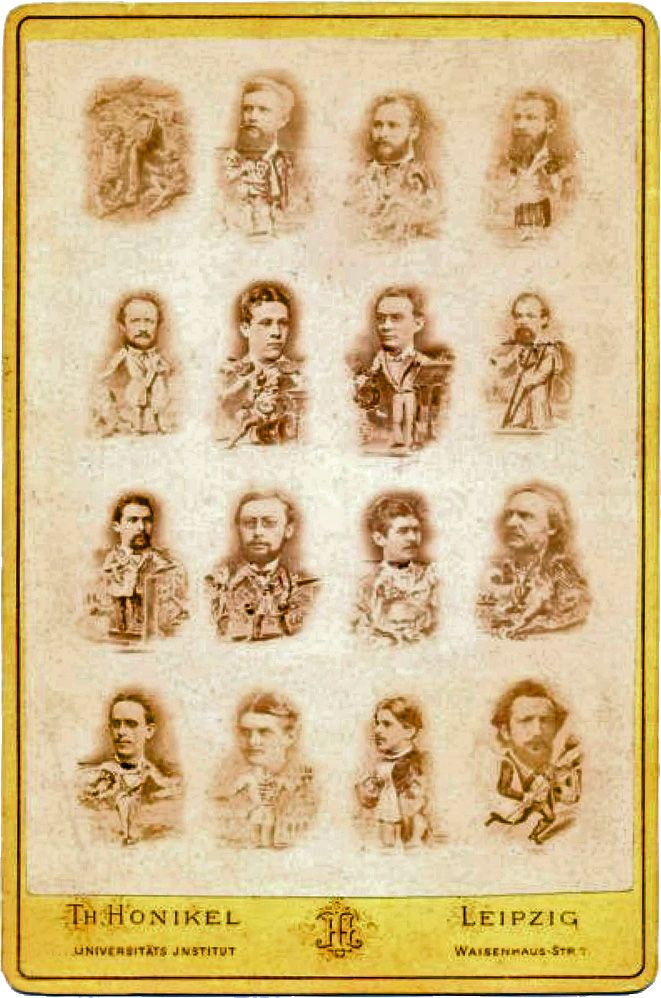
Einige Mitglieder der Leipziger Singakademie um 1880

Im Frühjahr 1802 wurde auf Initiative des Kaufmanns Jacob Bernhard Limburger und des Gewandhauskapellmeisters
Johann Gottfried Schicht die erste Leipziger Singakademie nach dem Vorbild der Sing-Akademie zu Berlin gegründet. Schicht wurde ihr erster Musikdirektor. Die erste Probe fand am 16. Juni 1802 statt. Durch einen Monatsbeitrag von einem Taler wurde eine gewisse bürgerliche Exklusivität gewahrt. Bereits 1804 löste sich der Verein auf. 1805 gründete der Musiker Wilhelm Friedrich Riem eine Singakademie, die bis 1806 bestand. 1812 erfolgten parallele Neugründungen sowohl durch Schicht als auch durch Riem. Die Riem'sche Vereinigung übernahm 1814 der Gewandhauskapellmeister Johann Philipp Christian Schulz und 1816 die Schicht'sche sein Schüler Friedrich Schneider. Schließlich kam es 1818 unter Schulz zur Vereinigung der beiden Singakademien.
Der erste Schicht'sche Verein hatte 43 Mitglieder (19 weibliche und 24 männliche). Der vereinten Akademie gehörten 1818 153 Personen an mit leichtem Übergewicht des weiblichen Anteils. 1866 zählte die Leipziger Singakademie 84 Mitglieder, davon nur 27 männliche.
Das Repertoire umfasste vor allem große Chorwerke, Oratorien und Kantaten. Die Aufführungsorte waren die Kirchen der Innenstadt und das Gewandhaus. Während die Konzerte im Gewandhaus bis 1847 im Wesentlichen eigenständige des  Chores waren, wirkte der Chor danach vor allem auch in Abonnementskonzerten des Gewandhausorchesters mit. Das änderte sich 1861 mit der Gründung des Gewandhauschores. Danach wirkte die Singakademie wieder selbstständig bis auf ein kurzes Intermezzo 1879 unter Carl Reinecke. Nun kamen auch zunehmend Aufführungen zeitgenössischer Kompositionen hinzu. Die kirchenmusikalischen Werke wurden nun teils von den konkurrierenden Einrichtungen des Riedel'schen und des von Heinrich von Herzogenberg 1874 gegründeten Bach-Vereins übernommen.
1900 begann die 37 Jahre währende Ära unter dem Dirigat von Gustav Wohlgemuth mit etwa 200 Vereinsmitgliedern. Vor dem Ersten Weltkrieg pendelte sich die Akademie auf zwei Konzerte pro Saison ein, wofür eine Art Abonnementsystem eingerichtet wurde. Zwischen den beiden Weltkriegen verlor die Leipziger Singakademie neben der großen Leipziger Konkurrenz an Chören an Bedeutung, zumal es auch 1918 mit der Gründung der Neuen Leipziger Singakademie zur Abspaltung von Mitgliedern gekommen war. Wohlgemuth leitete parallel zur Singakademie den Leipziger Männerchor, weshalb es mehrfach zur Kooperation zwischen beiden Chören kam. Mit dem Männerchor unterstützte Wohlgemuth aktiv nationalsozialistische Propagandaveranstaltungen, während für die Singakademie nur zwei Auftritte mit politischem Hintergrund bekannt sind. Im Repertoire der Akademie war nun neben Haydn und Brahms zunehmend Richard Wagner zu finden.
Nach Gustav Wohlgemuth war die Leipziger Singakademie bis 1945 nur mit fünf Auftritten präsent. Nach dem Zweiten Weltkrieg wurde die Tradition von zwei Konzerten pro Saison wieder aufgenommen, konnte aber bald nicht mehr durchgehalten werden. 1954 kam es zum Zusammenschluss der Leipziger Singakademie mit dem Leipziger Männerchor zur Arbeitsgemeinschaft Philharmonie. In den folgenden Jahren nahm die Bedeutung der Singakademie immer weiter ab. Bei der Übernahme der Dirigententätigkeit von Werner Säubert 1965 probte der Chor mit nur zehn bis fünfzehn Sängern, darunter nur drei Männern. Es folgten nur noch Auftritte in einem Altersheim. Das Ende der Leipziger Singakademie ist auf den 1. Mai 1967 datiert, als die verbliebenen 20 Frauen und ein Mann sich der Chorgemeinschaft Gutenberg anschlossen, die noch heute existiert.

## Musikdirektoren
- Johann Gottfried Schicht (1802–1804, 1812–1816)
- Wilhelm Friedrich Riem (1805–1806*, 1812–1814*)
- Friedrich Schneider (1816–1818)
- Johann Philipp Christian Schulz (1814–1818*, 1818–1827)
- Christian August Pohlenz (1829–1843)
- Ernst Friedrich Richter (1843–1847)
- Julius Rietz (1848–1851, 1854–1859)
- Ferdinand David (1851–1854)
- Julius von Bernuth (1860–1867)
- Carl Claus (1867–1875)
- Hermann Kretzschmar (September–November 1875)
- Alfred Richter (1876–1879)
- Carl Reinecke (April–November 1879)
- Richard Hofmann (1879–1883)
- Richard Müller (1883–1893)
- Paul Klengel (1893–1908)
- Hans Winderstein (1898–1900)
- Gustav Wohlgemuth (1900–1937)
- Franz Meyer-Ambros (1937–1942)
- Hans Stieber (1942–1947)
- Friedrich Rabenschlag (1947–1950)
- Walter Knape (1951–1957)
- Gerhard Richter (1958–1964)
- Werner Säubert (1965–1967)

## Prominente Mitglieder
Die Mitgliedschaft in der Singakademie lag oft während der Leipziger Studienzeit der später Prominenten.
- August Ferdinand Anacker (1790–1854), Komponist
- Ernst Anschütz (1780–1861), Lehrer, Organist, Lyriker und Komponist
- Adolph Bargiel (1783–1841), Pianist, Musikpädagoge, Stiefvater von Clara Schumann
- Mariane Bargiel (1797–1872), Pianistin, Sängerin, Mutter von Clara Schumann
- Agnes Carus (1802–1839), Sängerin
- Ernst August Carus (1797–1854), Arzt
- Johann Christian August Clarus (1774–1854), Mediziner
- Wilhelm Crusius (1790–1858), Landwirt
- Gottfried Wilhelm Fink (1783–1846), Komponist
- Carl Augustin Grenser (1794–1864), Flötist und Musikhistoriker
- Albert Ludwig von Haza-Radlitz (1798–1872), Reichstagsabgeordneter
- Wilhelmine Krug (1780–1852), Verlobte Heinrich von Kleists
- Carl Küstner (1784–1864), Theaterintendant
- Amalie von Levetzow (1788–1868), Mutter von Ulrike von Levetzow
- Friedrich Wilhelm Lindner (1779–1864), Theologe
- Christian August Pohlenz (1790–1843), Komponist, Gesanglehrer und Gewandhauskapellmeister
- Ludwig Puttrich (1783–1856), Kunsthistoriker
- Carl Gottlieb Reißiger (1798–1859), Kapellmeister und Komponist
- Friedrich Rochlitz (1769–1842), Erzähler und Musikschriftsteller
- Henriette Schicht (1793–1831), Sängerin
- Christian Friedrich Schwägrichen  (1775–1853), Biologe
- Wilhelm Seyfferth (1807–1881), Unternehmer, Bankier und Eisenbahn-Pionier
- Friedrich Wieck (1785–1873), Musikpädagoge, Vater von Clara Schumann